# Cantó de Guérande
El cantó de Guérande (bretó Kanton Gwenrann) és una divisió administrativa francesa situada al departament de Loira Atlàntic a la regió de Loira Atlàntic, però que històricament ha format part de Bretanya.

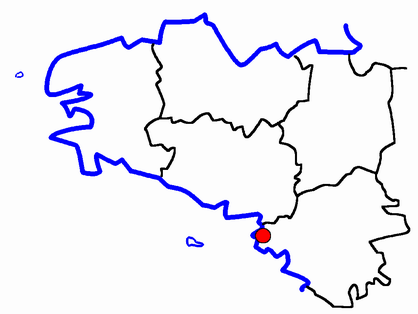
Situació del cantó

## Composició
El cantó aplega 5 comunes: 
| Nom francès          | Nom bretó           | Població | km²    | Codi postal | Codi INSEE |
| Guérande             | Gwenrann            | 13.603   | 81,44  | 44350       | 44069      |
| La Turballe          | An Turball          | 4.042    | 18,53  | 44420       | 44211      |
| Mesquer              | Mesker              | 1.467    | 16,72  | 44420       | 44097      |
| Piriac-sur-Mer       | Penc'herieg         | 1.898    | 12,37  | 44420       | 44125      |
| Saint-André-des-Eaux | Sant-Andrev-an-Dour | 3.532    | 24,71  | 44117       | 44151      |
| Saint-Molf           | Sant-Molf           | 1.501    | 22,82  | 44350       | 44183      |
| Cantó                | Gwenrann            | 26.043   | 176,59 | -           | 4413       |

## Història
| Data d'elecció                           | Identitat            | Partit | Qualitat |
| ---------------------------------------- | -------------------- | ------ | -------- |
| 2001-2006                                | Jean-Pierre Dhonneur | UMP    |          |
| 2006-                                    | René Leroux          | PS     |          |
| les dades anteriors no són pas conegudes |                      |        |          |
|                                          |                      |        |          |